# Hōko Kuwashima
Hōko Kuwashima (桑島 法子, Kuwashima Hōko) est une seiyū japonaise née le 12 décembre 1975.

## Rôles notables
- Angelic Layer - Sai Jounouchi
- Argento Soma - Harriet Bartholemew, Maki Agata
- Ayakashi: Japanese Classic Horror : Tomi Hime
- Azumanga daioh - Kagura
- Bamboo blade - Miyako Miyazaki
- Betterman - Misako
- Bleach - Cirucci Thunderwitch, Soifon (à partir de l'épisode 206)
- Blue Gender - Marlene Angel
- Claymore - Clare
- Chobits - Minoru Kokubunji
- Dynasty Warriors - Wang Yi
- D.Gray-man - Lala
- Détective Academie Q - Megumi Minami
- Final Fantasy: Unlimited - Miles
- Fire Emblem Heroes - Tailtiu et Ullr
- Grandblue Fantasy Relink - Lilith
- Gun X Sword - Wendy Garett, Kameo
- Gundam Seed - Flay Allster, Natarle Badgiruel
- Gundam Seed Destiny - Stellar Loussier
- Hakuōki - Yukimura Chizuru
- HeartCatch PreCure! - Itsuki Myōdōin/Cure Suneshine
- Honkai: Star Rail - Jingliu
- Infinite Ryvius (Mugen no Ryvius) - Aoi Housen
- Inu-Yasha - Sango
- Inu-Yasha : dernier acte - sango
- Kamikaze kaitou Jeanne - Maron Kusakabe, Jeanne
- Kenran Butou Sai: The Mars Daybreak - Vestemona Lauren
- Keroro Gunsou - Fuyuki Hinata (à partir de l'épisode 206)
- Kyō no go no ni - Ryota Sato
- Madlax - Margaret Burton
- Martian successor Nadesico - Yurika Misumaru
- Melody of Oblivion (Boukyaku no Senritsu) - Bocca
- Ninja scroll - Shigure
- Noir - Kirika Yuumura
- Nura : Le Seigneur des Yokaï - Yohime
- One Piece - Vogue Merry, Victoria Cindry
- Quiz Magic Academy The Original Animation - Ruquia
- RahXephon - Quon Kisaragi
- Shining Tears X Wind -  Xecty Ein
- Soul Eater - Medusa Gorgon
- Slayers Try - Filia Ul Copt
- Steel angel Kurumi - Nakahito Kagura
- Tales of Symphonia - Presea Combatir
- Les 12 royaumes - Shoukei'
- W.I.T.C.H.(Version Japonaise) - Will
- X - Satsuki Yatouji
- Zatch Bell - Kolulu
- Zombie-Loan - Michiru Kita
- Zone of the Enders: Dolores, i - Dolores